# Альберт Геммріх
Альберт Геммріх (фр. Albert Gemmrich, нар. 13 лютого 1955, Агено) — французький футболіст, що грав на позиції нападника, зокрема за «Страсбур» та «Бордо», а також за національну збірну Франції.
По завершенні ігрової кар'єри — тренер.

## Клубна кар'єра
Народився 13 лютого 1955 року в місті Агено. Вихованець футбольної школи клубу «Мутциг».
У дорослому футболі дебютував 1973 року виступами за команду «Страсбур», в якій провів шість сезонів, взявши участь у 197 матчах чемпіонату.  Більшість часу, проведеного у складі «Страсбура», був основним гравцем атакувальної ланки команди. У складі «Страсбура» був одним з головних бомбардирів команди, маючи середню результативність на рівні 0,44 гола за гру першості. 1979 року виборов титул чемпіона Франції.
Своєю грою за цю команду привернув увагу представників тренерського штабу «Бордо», до складу якого приєднався 1979 року. Відіграв за команду з Бордо наступні три сезони своєї ігрової кар'єри. Граючи у складі «Бордо» також здебільшого виходив на поле в основному складі команди. В новому клубі був серед найкращих голеодорів, відзначаючись забитим голом в середньому щонайменше у кожній третій грі чемпіонату.
Згодом з 1982 по 1984 рік грав за «Лілль» та «Страсбур», а завершував ігрову кар'єру у «Ніцці», за яку виступав протягом 1984—1986 років.

## Виступи за збірну
1978 року провів 5 офіційних матчів у складі національної збірної Франції, забивши 2 голи.

## Кар'єра тренера
Входив до тренерського штабу клубу «Страсбур». 1989 року протягом деякого часу був виконувачем обов'язків головного тренера його команди.
| Дата       | Місто      | Господарі  | Результат | Гості   | Турнір            | Голи | Примітки |
| ---------- | ---------- | ---------- | --------- | ------- | ----------------- | ---- | -------- |
| 08/02/1978 | Неаполь    | Італія     | 2 – 2     | Франція | товариський матч  | -    |          |
| 11/05/1978 | Тулуза     | Франція    | 2 – 1     | Іран    | товариський матч  | 1    |          |
| 01/09/1978 | Париж      | Франція    | 2 – 2     | Швеція  | Відбір до ЧЄ 1980 | -    |          |
| 07/10/1978 | Люксембург | Люксембург | 1 – 3     | Франція | Відбір до ЧЄ 1980 | 1    |          |
| 08/11/1978 | Париж      | Франція    | 1 – 0     | Іспанія | товариський матч  | -    |          |
| Усього     |            | Матчів     | 5         |         | Голів             | 2    |          |

## Титули і досягнення
- Чемпіон Франції (1):

«Страсбур»: 1978-1979